# دائرة أدرار
دائرة أدرار هي أحد دوائر ولاية أدرار الجزائرية. تضم ثلاث بلديات هي:
- بودة
- أولاد أحمد تيمي
- أدرار